# カール・ドップラー
カール・ドップラー（独: Karl Doppler, 1825年9月12日 - 1900年3月10日）は、オーストリアの指揮者、作曲家、フルート奏者。

## 経歴

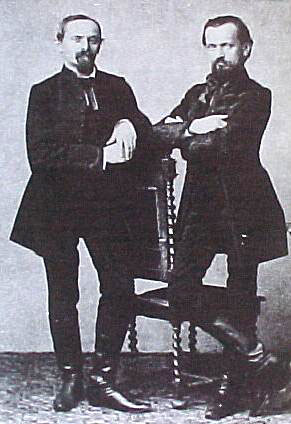
ドップラー兄弟：フランツ（左）カール（右）

1825年、オーストリア帝国のレンベルク（現・ウクライナ領リヴィウ）で生まれた。4歳年上の兄・フランツ・ドップラーと共に、軍楽隊長であった父より音楽教育を受けた。12歳よりオーフェン王立市立劇場で働いた。その後、フルート奏者となった兄と共に、ブダペストの劇場オーケストラでフルート奏者となった。
1850年、ブダペスト国立劇場に移り、1862年まで第二指揮者を務めた。1865年から1898年まで、シュトゥットガルト宮廷劇場(現・シュトゥットガルト州立劇場)の第一指揮者を務めた。作曲家としてもいくつかの作品を遺しており、代表作にオペラ『エリザベス』がある。
1900年、シュトゥットガルトで死去。

## 家族・親族
- 兄：フランツ・ドップラーも音楽家。フルート奏者。
- 息子：アルパード・ドップラー（英語版）も作曲家。
- 娘：オルガ・ドップラー＝アルセン（ドイツ語版）は舞台女優。したがって、彼女と結婚した作曲家のハリー・アルセン（ドイツ語版）は義理の息子にあたる。